# Compattatore di trucioli

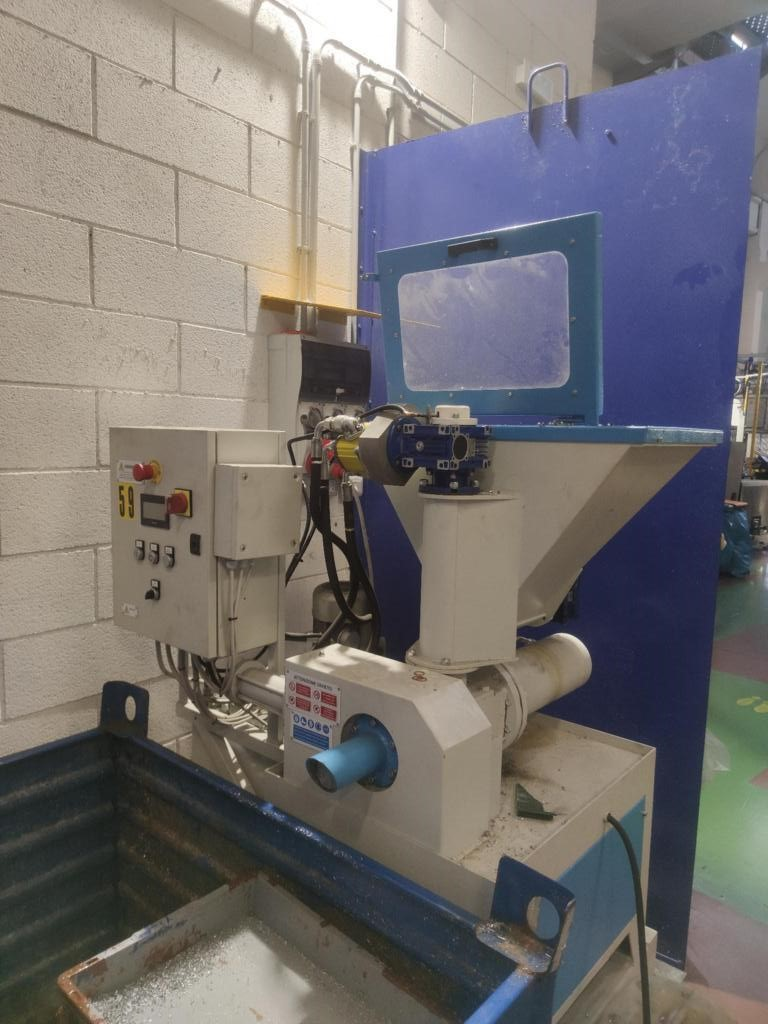
Esempio di compattatore di trucioli

Il compattatore di trucioli (o bricchettatrice per trucioli) è una macchina industriale utilizzata per ridurre il volume degli scarti metallici (trucioli) provenienti da lavorazioni meccaniche (in particolare da macchine utensili che operano per asportazione di truciolo), trasformandoli in cilindri compatti (detti "bricchetti"). 
Questo processo consente di semplificare lo stoccaggio, il trasporto e il riciclo, e di recuperare lubrificanti residui.

## Tipi
Esistono vari tipi di compattatori per trucioli, differenziati per:
- Meccanismo di compressione: meccanico, idraulico o misto
- Livello di automazione: manuale, semiautomatico, automatico
- Materiali trattabili: trucioli di acciaio, alluminio, ottone, rame, ghisa

## Funzionamento
I trucioli vengono caricati in una tramoggia, spesso dotata di agitatore, e convogliati tramite una coclea o un nastro trasportatore verso una camera di compressione, dove vengono pressati ad alta pressione (anche superiore a 1.000 kg/cm²) grazie all'azione di un pistone idraulico o meccanico. Il risultato è un bricchetto compatto e privo di liquidi.

## Vantaggi
- Riduzione del volume degli scarti fino al 90%
- Recupero dei lubrorefrigeranti contenuti nei trucioli
- Migliore ordine e igiene negli ambienti di lavoro
- Valorizzazione dei materiali metallici per la rifusione o rivendita
- Riduzione dei costi di smaltimento e trasporto

## Applicazioni
I compattatori di trucioli vengono utilizzati in:
- Officine meccaniche e tornerie
- Industrie che impiegano macchine CNC
- Aziende di riciclo e fonderie

## Normativa e standard

### In Europa
I compattatori per trucioli, essendo delle macchine, devono rispettare la Direttiva macchine 2006/42/CE, oltre alle altre norme applicabili sulla marcatura CE e alle normative ambientali vigenti, tra cui quelle relative al recupero dell'olio e alla gestione dei rifiuti metallici.